# Gorgoglione
Gorgoglione é uma comuna italiana da região da Basilicata, província de Matera, com cerca de 1.179 habitantes. Estende-se por uma área de 34 km², tendo uma densidade populacional de 35 hab/km². Faz fronteira com Aliano, Cirigliano, Corleto Perticara (PZ), Guardia Perticara (PZ), Missanello (PZ), Pietrapertosa (PZ), Stigliano.
Conhecido como a cidade que mais produz o queijo gorgolone, desde do século XIV, o queijo que servido com o camarão defumado foi umas das especiarias entre Reis de Corleto Perticara, hoje o queijo gorgolone e produzido em ambiente especialmente umidificado proporcionando o melhor queijo gorgolone.

## Demografia
| Variação demográfica do município entre 1861 e 2011                               |
|                                                                                   |
| Fonte: Istituto Nazionale di Statistica (ISTAT) - Elaboração gráfica da Wikipedia |

|  |  |  |  |
|  |  |  |  |
|  |  |  |  |
|  |  |  |  |